# 乳嘴衣目
乳嘴衣目（学名：Trypetheliales）为座囊菌纲的一目真菌。

## 下属分类
- Polycoccaceae
- 乳嘴衣科 Trypetheliaceae